# Johann Erich Biester
Johann Erich Biester (* 17. November 1749 in Lübeck; † 20. Februar 1816 in Berlin) war ein Popularphilosoph, der zusammen mit Friedrich Nicolai und Friedrich Gedike das sogenannte Triumvirat der Berliner Spätaufklärung bildete.

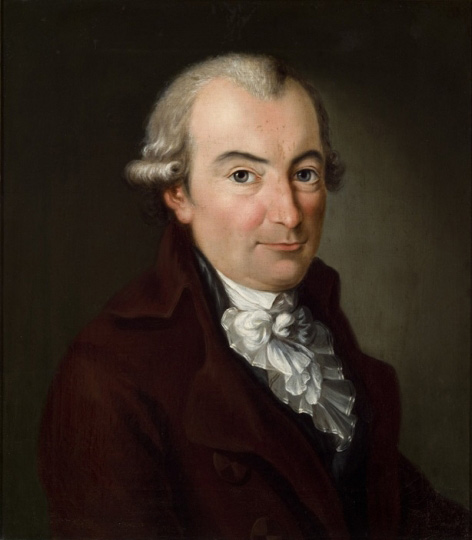
Johann Erich Biester, Gemälde von Ferdinand Collmann, 1795, Gleimhaus Halberstadt

## Leben

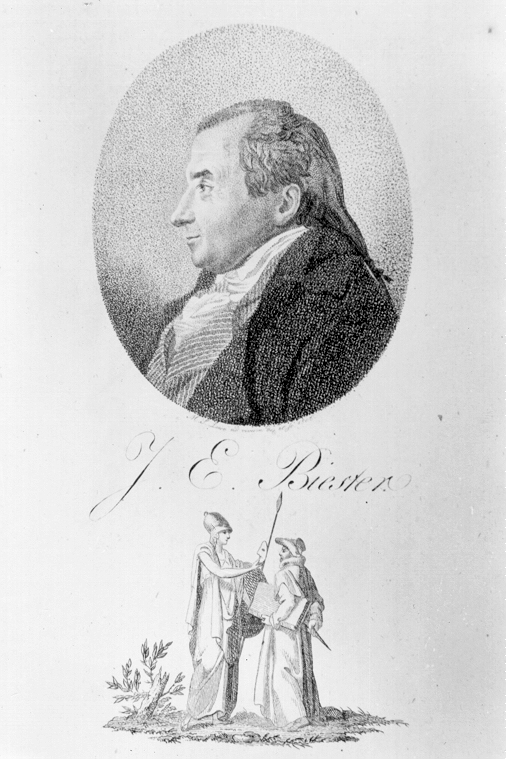
Johann Erich Biester

Johann Erich Biester war der fünfte Sohn des aus Hannover stammenden wohlhabenden Lübecker Seidenhändlers Ernst August Biester und dessen Frau Margarethe Elisabeth, geb. Hake, einer Enkelin des Lübecker Polyhistors Jakob von Melle. Im Gegensatz zu seinen Brüdern, die Kaufleute wurden, interessierte er sich früh für Geschichte und Literatur. Er besuchte das Katharineum zu Lübeck und studierte von 1767 bis 1771 die Rechte und die englische Literatur an der Universität Göttingen. Hier war er ein Studienfreund von Gottfried August Bürger. Danach war er als Jurist in Lübeck tätig und war Mitarbeiter an gelehrten Zeitschriften.
1773 erhielt er eine Lehrerstelle als Präzeptor am Pädagogium Bützow (Mecklenburg), die er 1775 aufgab. An der Universität Bützow wurde er 1773 zum Dr. jur. promoviert. Vorübergehend war er Erzieher im Haus des Erblandmarschalls von Lützow auf Eickhof.
Ab 1777 war er Staatssekretär des Preußischen Kultusministers Karl Abraham Freiherr von Zedlitz. Er war Freimaurer und Mitglied der Berliner Mittwochsgesellschaft (Deckname: Axiomachus, d. h. Kämpfer für die gerechte Sache) sowie der Gesetzlosen Gesellschaft zu Berlin.  Ab 1783 war der Aufklärer Mitherausgeber der Berlinischen Monatsschrift (mit dem Pädagogen Gedike, der 1791 von der Redaktion zurücktrat) sowie Herausgeber der Berlinischen Blätter und der Neuen Berlinischen Monatsschrift bis 1811. Biester trat im Sinne der Aufklärung gegen den sich ausbreitenden Okkultismus sowie gegen irrationale Gefühlsduselei (Schwärmerei) ein. Dem verstärkt um sich greifenden Einfluss des katholischen und jesuitischen Proselytentum widersetzte er sich vehement.
Ab 1784 war er als Bibliothekar der Königlichen Bibliothek Berlin tätig (Amtsübergabe erfolgte durch König Friedrich II. von Preußen persönlich) und später Leiter derselben. Er war Beamter und bis zu seinem Tode 'Großredner' der Großen Landesloge der Freimaurer von Deutschland in Berlin (Zinnendorfisches System). (Seit 1777 Mitglied, 1789–1816 Meister vom Stuhl der dortigen Loge 'Zum goldenen Pflug'.) Er war ein Freund des Philosophen Immanuel Kant (1724–1804), den er 1791 in Königsberg aufsuchte.
Johann Erich Biester starb 1816 im Alter von 66 Jahren in Berlin. Beigesetzt wurde er auf dem Friedhof der Dorotheenstädtischen und Friedrichswerderschen Gemeinden an der Chausseestraße. Das Grab ist nicht erhalten.

## Johann Erich Biester im philosophischen Diskurs seiner Zeit
Kants Artikel Was ist Aufklärung? erschien 1784 in der Berlinischen Monatsschrift, nachdem Biesters Aufsatz „Vorschlag, die Geistlichen nicht mehr bei Vollziehung der Ehen zu bemühen“ für Furore gesorgt hatte – Biester sympathisierte mit der protestantischen Richtung der Sozinianer und dem Deismus der Unitarier. Biester verteidigte Kant etwa zehn Jahre später in Berlin durch eine direkte Eingabe (Immediatgesuch) bei König Friedrich Wilhelm II., um  gegen die zwischenzeitlich verschärfte Zensur zu opponieren, denn es wurde ihm verboten, Kants Aufsätze über Religion drucken zu dürfen. Das Gesuch wurde jedoch durch Zedlitz’ Nachfolger Johann Christoph von Wöllner (1732–1800) abschlägig beschieden. Dieser war bestrebt, die „Apostel des Unglaubens“ Gedike und Biester auf die Zitadelle Spandau zu verbannen. – Biester war ein Freund der Brüder Wilhelm und Alexander von Humboldt. Mit letzterem arbeitete er in der Preußischen Akademie der Wissenschaften, Berlin, deren Mitglied der philologischen Klasse er aufgrund der Preußischen Zensur erst 1798 wurde, gegen Ende seines Lebens eng zusammen.
Im Disput zwischen dem Aufklärer Thomas Paine (1737–1809) und dem Konservativen Edmund Burke (1729–1797) – in Deutschland vertreten durch Friedrich von Gentz (1764–1832) – stellte sich Biester auf die Seite Paines. Als Bibliothekar galt sein Interesse besonders den jungen Philologen wie Friedrich August Wolf (1759–1824) und Philipp Buttmann (1764–1829), sowie den Literaten Friedrich de la Motte Fouqué (1777–1843), Karl August Varnhagen von Ense (1785–1858) und Karl Friedrich Klöden (1786–1856).
Die Philosophie des Aufklärers und Kantianers Johann Gottlieb Fichte (1762–1814)  lehnte Biester rigoros ab – in diesem Punkt war mit seinem Freund Friedrich Nicolai einig, gegen den Fichte vehement polemisierte. Mit ihrem Verständnis von Aufklärung als bloßer Befreiung von Vorurteilen lehnten sie Fichtes radikale Vertiefung des Aufklärungsgedankens und sein Beharren darauf, dass man in der Philosophie nicht meinen dürfe, sondern nach evidentem Wissen zu streben habe, ab. Gegen die Berufung Fichtes zum Mitglied der Preußischen Akademie der Wissenschaften in die philosophische Klasse sprachen sich Nicolai und Biester gemeinsam aus und verhinderten damit Fichtes Aufnahme.